# Rebecca Blank
Rebecca Margaret Blank (Columbia, Misuri; 19 de septiembre de 1955-Madison, Wisconsin; 17 de febrero de 2023) fue una economista, profesora, escritora, funcionaria y política estadounidense.

## Biografía
Se graduó summa cum laude en economía de la Universidad de Minnesota y recibió un doctorado en economía del Instituto Tecnológico de Massachusetts (MIT). Ocupó cátedras en la Universidad de Princeton (1983-1989), el MIT (1988-1989) y la Universidad Northwestern (1989-1999). De 1998 a 1999 fue miembro del Consejo de Asesores Económicos. En 2005 fue elegida miembro de la Academia Estadounidense de las Artes y las Ciencias.
Fue subsecretaria interina de Comercio desde julio de 2011 y nombrada oficialmente a partir del 21 de octubre de 2011. Después de que a la Secretaria de Comercio John Bryson se le concediera una licencia por motivos de salud el 11 de junio de 2012 y su renuncia fuera declarada oficialmente el 21 de junio, ella asumió temporalmente su cargo, que ocupó hasta el 31 de mayo de 2013. 
Blank fue la canciller de la Universidad de Wisconsin-Madison desde el 22 de julio de 2013 hasta el 31 de mayo de 2022.
Falleció el 17 de febrero de 2023 a los 67 años, de cáncer de páncreas en Madison, Estados Unidos.